# Epamera maris
Epamera maris är en fjärilsart som beskrevs av Riley 1928. Epamera maris ingår i släktet Epamera och familjen juvelvingar. Inga underarter finns listade i Catalogue of Life.